# Lone Fir Cemetery

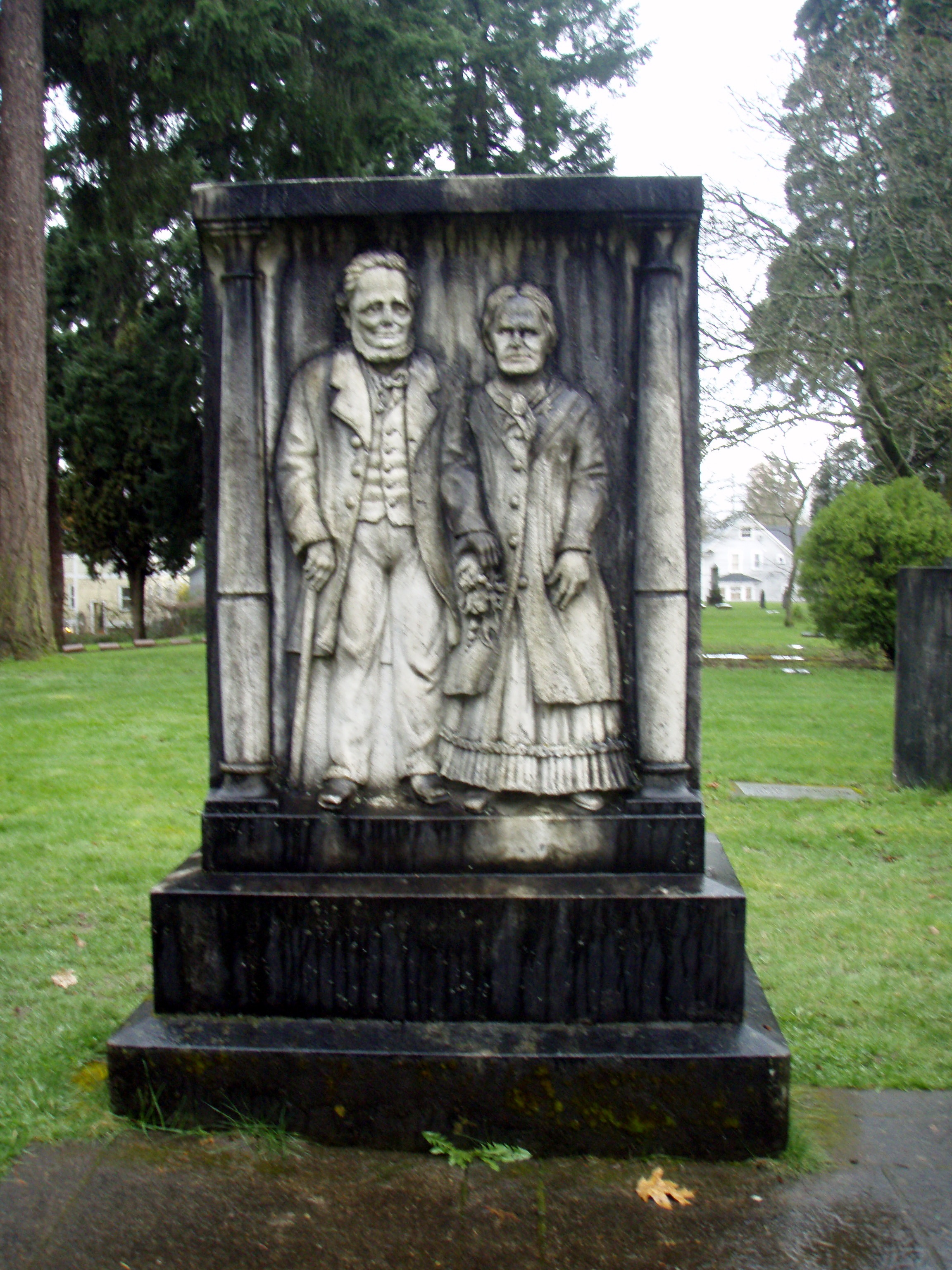
Pionjärerna James B. och Elizabeth Stephens gravvård på Lone Fir Cemetery.

Lone Fir Cemetery är en begravningsplats i Oregons största stad Portland med över 25 000 gravsatta. Begravningsplatsen ägs av Metro, metropolförvaltningen för den delen av Portlands storstadsområde som ligger i delstaten Oregon.
Lone Fir Cemetery invigdes 1855 av Colburn Barrell på ett landområde han hade köpt av James B. Stephens. Den äldsta graven är Stephens fars Emmors grav från år 1846, alltså flera år före området förvandlades till en allmän begravningsplats. När Stephens sålde sin farm till Barrell, ställde han nämligen villkoret att Barrell skulle sköta Emmor Stephens gravplats.
År 2007 togs begravningsplatsen över av regionalförvaltningen Metro efter att i årtionden ha skötts av Multnomah County. Begravningsplatsen hade ursprungligen varit i privat ägo men övertagits av countyt år 1928.